# Hangfalkábel

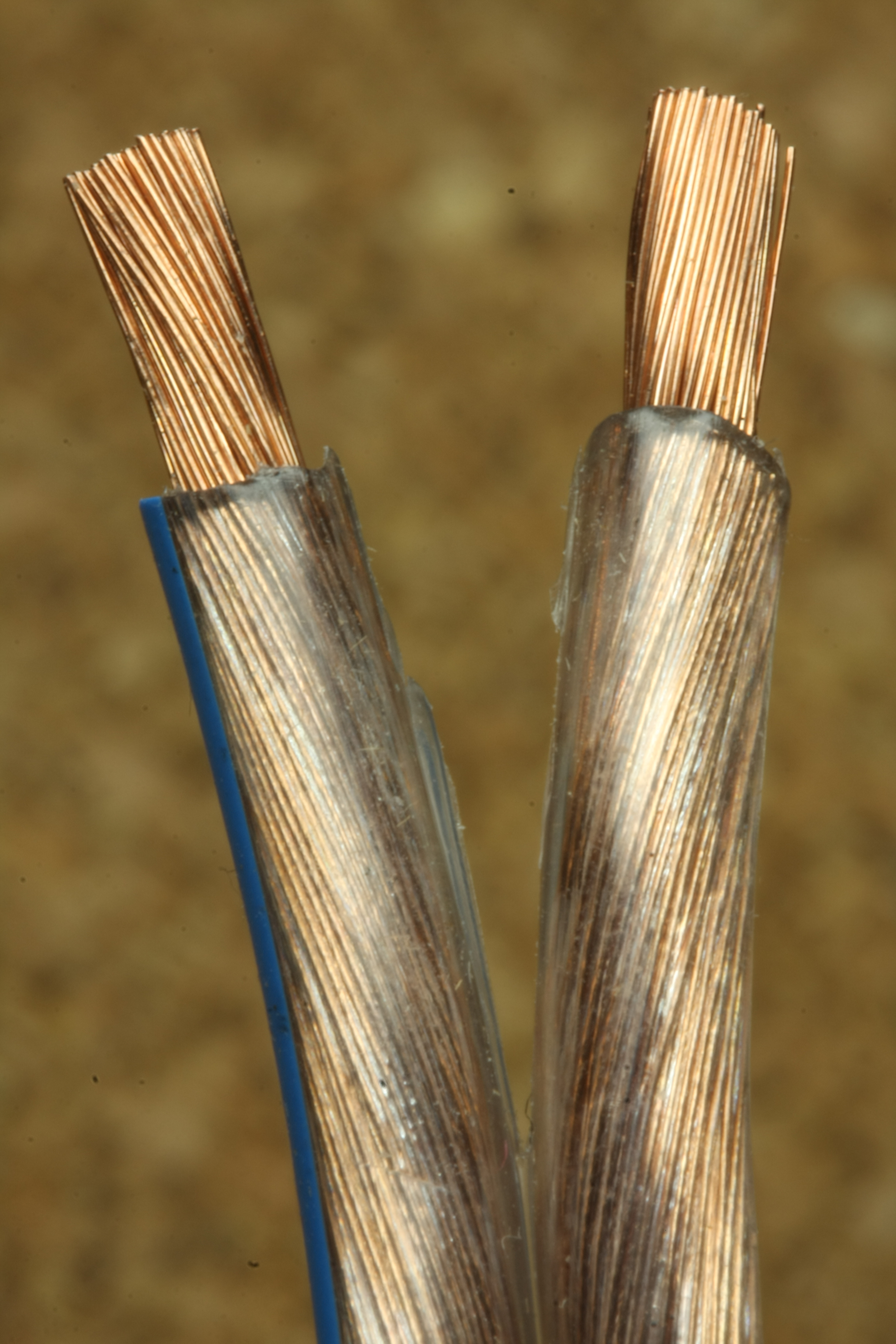
A hangfalkábel vége

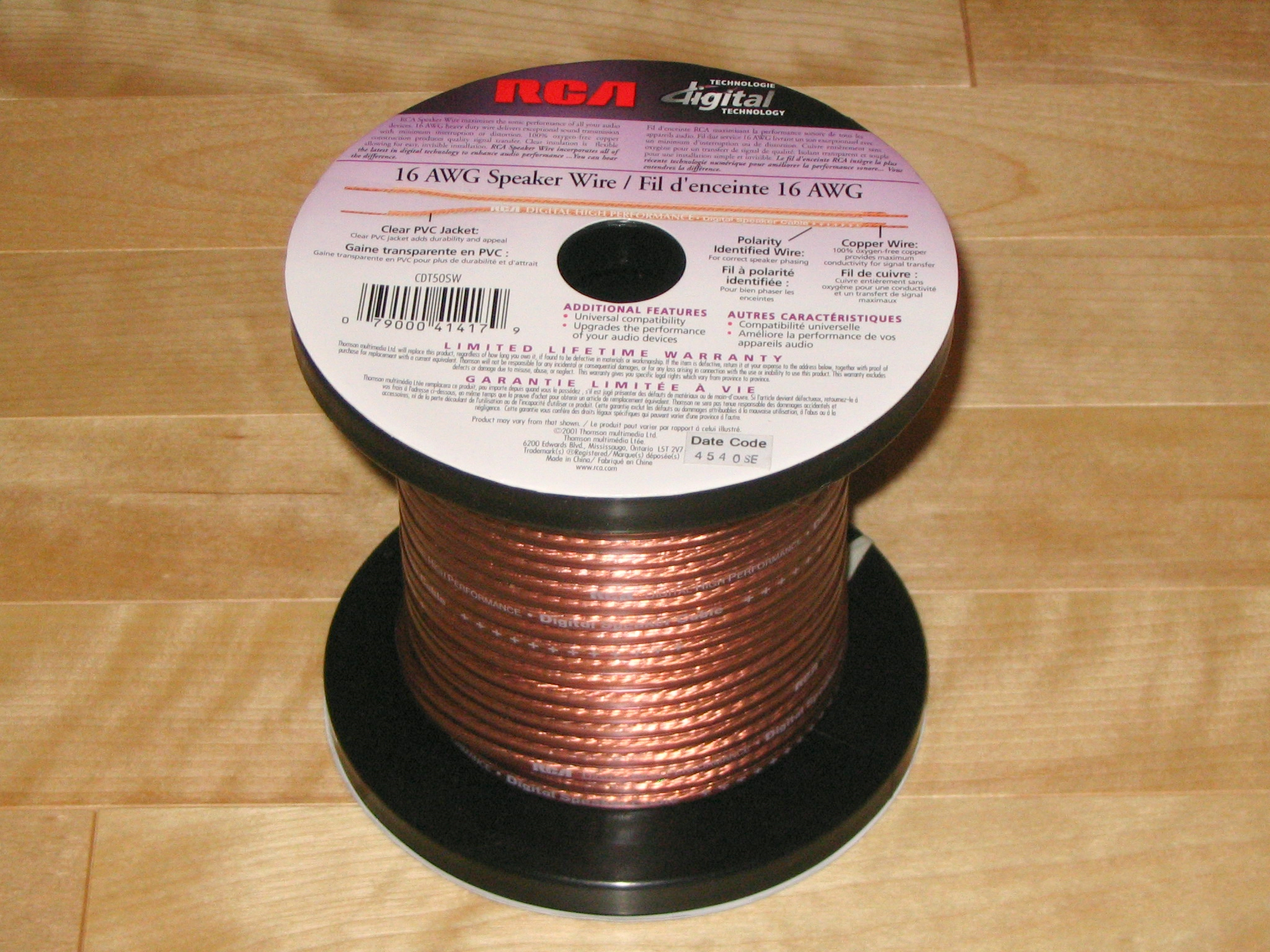
Feltekercselt hangfalkábel

A hangfalkábel funkciója a hangfrekvenciás jelet hordozó váltakozó áram veszteség- és torzításmentes eljuttatása az erősítőtől a hangszórókig (hangdobozokig).

## Általános felépítés
A legtöbb hangfalkábel két párhuzamos vezetéket tartalmazó kábel. A vezetékek általában sodort rézszálakból állnak, tömör vezetéket erre a célra ritkán használnak. A vezetékeket PVC, PE vagy teflon köpennyel szigetelik.
Az egyik vezeték jelölve van valamilyen módon (eltérő szín, mintázat), hogy a helyes polaritással lehessen összekötni a hangfalakat az erősítővel. A hangosítástechnikában használt kábeleket a jobb szerelhetőség miatt speakon csatlakozókkal szerelik.

## Elektromos paraméterek

### Egyenáramú ellenállás
A hangfalkábelek legfontosabb paramétere az egyenáramú ellenállás vagy másképp az elektromos ellenállás.  Rövidebb és nagyobb vezeték-keresztmetszetű kábelek ellenállása kisebb.  
A fémek közül az ezüstnek és a réznek van a legkisebb ellenállása. Mivel az ezüst fajlagos vezetőképessége csak 10%-kal nagyobb mint a réz fajlagos vezetőképessége, ugyanakkor jóval drágább, ezért a vezetékek alapanyaga réz. A réz nyomokban szennyeződést is tartalmaz (99,9%-os réz), ennek azonban nincs nagy hatása a fajlagos ellenállására. 
A szükséges vezeték keresztmetszet függ a kábel hosszától és a hangszóró névleges impedanciájától (ellenállásától). A kábel ellenállása sorba kapcsolódik a hangszóró ellenállásával, és együtt egy feszültségosztót alkotnak. Alapszabály, hogy a hangfalkábel ellenállása nem lehet nagyobb mint a hangszóró ellenállásának az 5%-a. Ekkor a csillapítás kisebb 0,5 dB-nél. (A hangszóró ellenállásának 5%-val megegyező ellenállású kábel 0,42 dB-es csillapítást okoz). 
Például:  Rhangszóró = 5 Ω, vezetékpár hossza l=5 m. Mivel ρ=0,0175 Ωmm²/m és a vezetékpár ellenállása Rvezeték = 0,05 × Rhangszóró =0,05*5 Ω = 0,25 Ω és A=ρ×l×2/Rvezeték =0,0175×5×2/0,25=0,7 mm² A vezeték keresztmetszete minimum 0,7 mm², a gyakorlatban minimum 0,8 mm².
Ez azt jelenti, hogy bizonyos hosszúság felett egy kisebb ellenállású hangszóró vastagabb kábelt igényel. Viszont az is igaz, hogy egy adott keresztmetszet felett már nincs értelme tovább növelni a kábel vastagságát.
Mivel a hangfalak váltakozóáramú ellenállása különböző frekvenciákon más és más, ezért a csillapítás is frekvenciafüggő lesz. (A váltakozóáramú ellenállás változását a frekvencia függvényében az ún. hangfal impedanciamenetével szokták ábrázolni). Azokon a frekvenciákon, ahol a hangfal ellenállása jelentősen megnő a névleges értékhez képest (pl. rezonanciafrekvencián), a csillapítás jóval kisebb lesz, mint azokon a szakaszokon, ahol a hangfal impedanciája megegyezik az egyenáramú ellenállásával. Ott, ahol a hangfal impedanciája kisebb, mint a névleges érték, a csillapítás nagyobb lesz. Így a hangfal frekvenciaátvitele bizonyos mértékben módosul. Ez a hatás elhanyagolható, ha hangfalkábel ellenállása nem éri el a hangfal névleges ellenállásának 5%-t. (A frekvenciaátvitel hullámzása kisebb lesz, mint ± 0,23 dB).

### Kapacitás
Két egymással párhuzamos vezeték között elektromos kapacitás mérhető. A kapacitás függ a vezetékek távolságától, átmérőjétől (a szemben álló felületek nagysága miatt), a szigetelő köpeny relatív dielektromos állandójától. A kábelkapacitás tipikus értéke 2×1,5 mm²-es hangfalkábelnél: 100 pF/m. 
Azt, hogy egy kapacitás mekkora ellenállást jelent egy adott frekvenciájú váltakozó árammal szemben, a kapacitív reaktancia fejezi ki. A kapacitív reaktancia értéke a frekvenciával arányosan csökken, a vezetékek között folyó kapacitív áram a frekvenciával arányosan nő.
Ez azt jelenti, hogy az erősítő számára magasabb frekvencián a kábel kapacitása miatt a terhelés egyre nő. Ha ez az ún. kapacitív terhelés elér egy bizonyos értéket, visszahat az erősítő működésére. A végerősítő fokozatok általában eltérő módon reagálnak a kapacitív terhelésre (begerjedés veszélye). Bizonyos erősítők akár 200 nF-os kapacitív terhelést is meg tudnak hajtani anélkül, hogy begerjednének.
Egy 20 m hosszú kábel kapacitása kb. 2 nF, így a hatása még elhanyagolható.

### Induktivitás
Ahogy minden vezetéknek, a hangfalkábelnek is van induktivitása. Az induktivitás miatt a növekvő frekvenciájú váltakozó árammal szemben egyre nagyobb ellenállást képvisel (induktív reaktancia).  
Az induktivitás tipikus értéke 2×1,5 mm²-es hangfalkábelnél 0,5 µH/m.

### Skin hatás
Skin hatás (bőr hatás) következtében a vezetők soros veszteségi ellenállása nagyfrekvencián nagyobb az egyenáramon mért értéknél. Az elnevezés onnan ered, hogy a önindukció folytán indukálódott feszültség ellentétes irányú áramot generál a vezeték közepében, aminek következtében a nagyfrekvenciás áram kiszorul a vezeték felületére és a vezeték közepe nem vesz részt az áram továbbításában.
Hangfrekvencián (20 kHz alatt) rézvezetékeknél a skin hatás miatti ellenállás-növekedés elenyésző nagyságú.

## Hangfalkábelekkel kapcsolatos mítoszok
A hangfalkábelekhez, valamint az audiotechnikában használt többi kábelhez (jelkábel, tápkábel) rengeteg mítosz kapcsolódik. A leggyakoribb mítosz, hogy bizonyos egzotikus és drága (audiofil) kábelek tisztábban szólnak, részletesebb hangzást, jobb sztereoképet és nagyobb dinamikát biztosítanak.
Az, hogy van-e az ugyanolyan ellenállású, hosszú, de eltérő anyagú, sodrású, geometriájú vagy árkategóriájú kábelek között hangminőségbeli különbség, csak ellenőrzött, úgynevezett abx-teszttel vagy kettős vakteszttel lehetne kimutatni. Az objektivitás alapfeltétele ezenkívül egy vagy több kontrollcsoport felállítása. A teszteknek továbbá két fontos kritériumnak kell megfelelnie. Az egyik a kritikus hallgatás fontossága. Ha valaki nem kritikusan, hanem felületesen hallgat zenét, akkor könnyen átsiklik bizonyos részleteken. A másik a megfelelően rövid hallgatási és átkapcsolási idő. A rövid összehasonlítási idő egyértelmű: az ember nem tud összehasonlítani két 5 perces zenei anyagot, ha közöttük egy perc szünet van, ha olyan apró különbségekről van szó, amit a hangfalkábelek okoznak.  Még egy 10 másodperces zenei részlet összehasonlítása is rendkívüli összpontosítást, többszöri visszajátszást igényel.
Általában azok a tesztek, amelyek az audiofil kábelek előnyeit hangoztatják, mindennemű objektivitást nélkülöznek, nem felelnek meg a fenti kritériumoknak, és hiányzik a kontrollcsoport is.  Az egyes kábelek közötti tényleges hangminőségbeli különbség visszavezethető a kábel egyenáramú ellenállására, illetve arra, hogy az így létrejött csillapítás a hangfal impedanciamenetét követi.
Másik gyakori jelenség, hogy a rézvezetékek vége egy idő elteltével oxidálódik, így ha egy régi kábelt kicserélünk egy drága új kábelre, akkor elkerülhetetlenül javul a hangminőség. A javulást azonban nem az új kábel okozza, a régi kábel végeinek a megtisztítása is ugyanilyen eredménnyel járna.
Általában a végső hangminőséget befolyásolja a CD-lejátszó, erősítő, hangfalak minősége, valamint a szoba akusztikája is.[forrás?]